# Distribució trapezoidal
En la teoria de la probabilitat i l'estadística, la distribució trapezoidal és una distribució de probabilitat contínua el gràfic de la funció de densitat de probabilitat s'assembla a un trapezi. De la mateixa manera, les distribucions trapezoidals també s'assemblen aproximadament a taules o altiplans.
Cada distribució trapezoidal té un límit inferior a i un límit superior d, on a < d, més enllà dels quals no es poden produir valors ni esdeveniments a la distribució (és a dir, més enllà dels quals la probabilitat és sempre zero). A més, hi ha dos punts de flexió pronunciats (discontinuïtats no diferenciables) dins de la distribució de probabilitat, que anomenarem b i c, que es produeixen entre a i d, de manera que a ≤ b ≤ c ≤ d.
La imatge de la dreta mostra una distribució trapezoidal perfectament lineal. Tanmateix, no totes les distribucions trapezoidals tenen una forma tan precisa. En el cas estàndard, on la part mitjana del trapezi és completament plana i les rampes laterals són perfectament lineals, tots els valors entre c i d es produiran amb la mateixa freqüència i, per tant, tots aquests punts seran modes (màxims de freqüència locals) de la distribució). D'altra banda, però, si la part mitjana del trapezi no és completament plana, o si una o les dues rampes laterals no són perfectament lineals, aleshores la distribució trapezoidal en qüestió és una distribució trapezoidal generalitzada, i es poden aplicar regles més complicades i dependents del context. No cal que les rampes laterals d'una distribució trapezoidal siguin simètriques en el cas general, de la mateixa manera que els costats dels trapezis en geometria no cal que siguin simètrics.
Els moments no centrals de la distribució trapezoidal són
{\displaystyle E[X^{k}]={\frac {2}{d+c-b-a}}{\frac {1}{(k+1)(k+2)}}\left({\frac {d^{k+2}-c^{k+2}}{d-c}}-{\frac {b^{k+2}-a^{k+2}}{b-a}}\right)}
Els casos especials de la distribució trapezoidal inclouen la distribució uniforme (amb a = b i c = d) i la distribució triangular (amb b = c). Les distribucions de probabilitat trapezoidal sembla que no es discuteixen molt sovint a la literatura. Les distribucions uniforme, triangular, Irwin-Hall, Bates, Poisson, normal, bimodal i multimodal es discuteixen amb més freqüència a la literatura. Això pot ser perquè aquestes altres distribucions (no trapezoidals) semblen ocórrer amb més freqüència a la natura que no pas la distribució trapezoidal. La distribució normal en particular és especialment comuna en la naturalesa, tal com s'esperaria del teorema del límit central.